# Anastasia Gimazetdinova
Anastasia Dmitrijevna Gimazetdinova (Russisch: Анастасия Дмитриевна Гимазетдинова) (Tasjkent, 19 mei 1980) is een Oezbeeks voormalig kunstschaatsster. Ze nam deel aan twee edities van de Olympische Winterspelen: Turijn 2006 en Vancouver 2010. Gimazetdinova viel nooit in de prijzen bij grote internationale wedstrijden.

## Biografie
De in de Oezbeekse Socialistische Sovjetrepubliek geboren Gimazetdinova begon op vijfjarige leeftijd met kunstschaatsen. Ze nam zeven keer deel aan de wereldkampioenschappen. Haar beste prestatie op de WK was de 19e plaats in 2007. Bij haar tien deelnames aan de viercontinentenkampioenschappen eindigde ze drie keer in de top tien, in 1999 werd ze 8e. Door een voetblessure moest ze zich in 2006 terugtrekken van deelname. Gimazetdinova nam twee keer deel aan de Olympische Winterspelen: ze eindigde als 29e in 2006 en als 23e in 2010. Ze stopte in 2011 met haar sportieve carrière, maar bleef schaatsen in ijsshows en werkt als schaatscoach in Jekaterinenburg. Gimazetdinova is twee keer gehuwd geweest. Met haar huidige man kreeg ze in 2012 een dochter.

## Belangrijke resultaten
| Kampioenschap                | 97/98  | 98/99  | 99/00  | 00/01  | 01/02  | 02/03 | 03/04 | 04/05 | 05/06  | 06/07 | 07/08 | 08/09 | 09/10 | 10/11  |
| ---------------------------- | ------ | ------ | ------ | ------ | ------ | ----- | ----- | ----- | ------ | ----- | ----- | ----- | ----- | ------ |
| Olympische Spelen            |        |        |        |        |        |       |       |       | 29e    |       |       |       | 23e   |        |
| Wereldkampioenschap          |        |        | 28e    |        |        | 23e   |       |       | 21e    | 19e   | 21e   | 31e   | 23e   |        |
| Viercontinentenkampioenschap |        | 8e     | 12e    | 26e    | 14e    | 9e    | 18e   |       | t.z.t. | 12e   | 9e    | 12e   | 11e   |        |
| Aziatische Spelen            |        | 5e     |        |        |        | 6e    |       |       |        | 6e    |       |       |       | t.z.t. |
| Nationaal kampioenschap      | Zilver | Zilver | Zilver | Zilver | Zilver | Goud  | Goud  | Goud  | —      | —     | —     | —     | Goud  | Goud   |